# كريس والتر
كريس والتر هو كاتب كندي، ولد في 16 أغسطس 1959 في ريجاينا في كندا.